# Warszawska szkoła matematyczna
Warszawska szkoła matematyczna – jeden z trzech ośrodków polskiej szkoły matematycznej reprezentowany przez grupę matematyków działających w latach 1915–1939 w środowiskach Uniwersytetu Warszawskiego i Politechniki Warszawskiej, którzy zajmowali się logiką matematyczną, teorią mnogości, topologią, teorią funkcji rzeczywistych. Tą nazwą jest także określana grupa tych matematyków.
W 1920 członkowie szkoły Zygmunt Janiszewski, Stefan Mazurkiewicz i Wacław Sierpiński założyli czasopismo naukowe „Fundamenta Mathematicae”.

## Czołowi przedstawiciele
- Karol Borsuk
- Samuel Eilenberg
- Zygmunt Janiszewski
- Kazimierz Kuratowski
- Stanisław Leśniewski
- Stefan Mazurkiewicz
- Andrzej Stanisław Mostowski
- Stanisław Saks
- Wacław Sierpiński
- Alfred Tarski